# Słownik łacińsko-polski (1437)
Słownik łacińsko-polski – średniowieczny słownik łacińsko-polski, zapisany w kodeksie datowanym na 1437.
Słownik zapisany został przez anonimowego augustianina. Stanowi on kopię dzieła Guilelma Brita (prawdopodobnie z XIII wieku), uzupełnioną polskimi, a czasami także niemieckimi słowami. W rękopisach europejskich oryginał znany był jako Lucianius, Vocabularius biblicus lub Summa. Wśród polskich wyrazów znajdują się słowa odnoszące do czynności i przedmiotów codziennych oraz roślin i zwierząt.